# Gigante
Gigante là một khu tự quản thuộc tỉnh Huila, Colombia. Thủ phủ của khu tự quản Gigante đóng tại Gigante Khu tự quản Gigante có diện tích 626 ki lô mét vuông. Đến thời điểm ngày 28 tháng 5 năm 2005, khu tự quản Gigante có dân số 19389 người.